# Museum Gensungen
Das Museum Gensungen befindet sich in einem Fachwerkhaus im Gensunger Ortskern. Zum Museumskomplex gehören das Museum für Vor- und Frühgeschichte, ferner ein Tagelöhnerhaus aus der ersten Hälfte des 19. Jahrhunderts, sowie der angrenzende Museumshof, der von einem Backhaus mit Holzbackofen, einem Laubengang und der Museumsscheune umrahmt wird. Die gezeigten Funde stammen aus dem Altkreis Melsungen und wurden seit den frühen 1970er Jahren von der Arbeitsgemeinschaft für Vor- und Frühgeschichte Gensungen e. V. zusammengetragen, der als Verein von der Stadt Felsberg mit der Trägerschaft des Museums betraut ist.

## Geschichte des Museums
1973 gründeten Hermann Fröhlich, der offizielle Ortsbeauftragte für Vorgeschichte in Gensungen und Umgebung und Kurt Sänger, eine Arbeitsgemeinschaft für Vor- und Frühgeschichte. Weitere Personen schlossen sich ihnen an. Die Gruppe unternahm aktiv Ausgrabungen. 
Die dabei gefundenen Objekte wurden im Pfarrhaus untergebracht, wo Pfarrer Manfred Weber zudem eine Restaurierungsstube bereitstellte. Die Arbeitsgemeinschaft selbst verfügte damals noch über keine eigenen Räume.
Nach der Gebietsreform bot sich eine neue Gelegenheit: Im ehemaligen Bürgermeisteramt, das seit 1979/80 als Museum genutzt wurde, entstanden freie Räumlichkeiten. Aus der Museums-Arbeitsgemeinschaft entwickelte sich schließlich am 1. Mai 1980 der Verein für Vor- und Frühgeschichte.

## Vor- und Frühgeschichte
Im Hauptgebäude wird mit nahezu 500 Exponaten die vor- und frühgeschichtliche Besiedlung des Altkreises Melsungen – mit dem Schwerpunkt unteres Edertal – dargestellt. Die dort gezeigten Exponate weisen eine lückenlose Besiedlung der Region von der Altsteinzeit bis ins frühe Mittelalter nach.
Die Ausstellung wurde 2019 in neu konzipierter und neu gestalteter Form wiedereröffnet. Mehrere Monitore bieten Zugriff auf ergänzende textliche, bildliche und filmische Informationen, unter anderem zu vor- und frühgeschichtlichen Lebens- und Arbeitsweisen.
Größere Themenbereiche der Ausstellung sind unter anderem der Schädel von Rhünda, das Erdwerk von Wolfershausen, das hallstattzeitliche Grabhügelfeld von Altenbrunslar, ein Gräberfeld der vorrömischen Eisenzeit und römischen Kaiserzeit bei Rhünda, Funde der eisenzeitlichen Höhensiedlungen auf dem Rhündaer Berg und Heiligenberg und die Grabungsergebnisse im Zuge der Ortsumgehung Felsberg. Hier konnte unter anderem ein Stück grünen Porphyrs geborgen werden. Auch die Funde der Grabung im Sankt-Albans-Weg in Gensungen, aus der römischen Kaiserzeit bis ins Spätmittelalter sind Teil der Dauerausstellung.
Darstellungen der Entwicklung des 1217 gegründeten und 1526 aufgehobenen Klosters Kartause Eppenberg (Funde vor allem aus dem 18. Jahrhundert) und Präsentationen zur Geschichte der drei Felsberger Burgen im Obergeschoss schließen den archäologischen und historischen Ausstellungskomplex ab.
Im Keller befindet sich ein „eisenzeitlicher“ Wohn- und Arbeitsraum. Besucher können hier selbst am Gewichtswebstuhl tätig werden, Steine bearbeiten oder Getreide mahlen.

## Volkskunde
Die volkskundliche Sammlung bildet einen zweiten Schwerpunkt des Museums. Sie wird in einem denkmalgeschützten Tagelöhnerhaus präsentiert. Hier sind ein Wohn- und Schlafraum, eine kleine Schusterwerkstatt und eine Webstube zu besichtigen, die Einblicke in die Wohn- und Lebensverhältnisse einfacher Dorfbewohner des 19. Jahrhunderts vermitteln sollen.

## Archäologische Pfade
In den Jahren 2011 bis 2013 hat die AG für Vor- und Frühgeschichte Gensungen e.V. in Zusammenarbeit mit der Stadt Felsberg vier archäologisch-historische Rundwanderwege konzipiert. Jeder Pfad beginnt am Museum Gensungen und führt durch landschaftlich interessante und sehenswerte Gebiete. An archäologisch bedeutsamen Fundorten am Weg sind Tafeln mit Informationen zu dem Fund aufgestellt. Die Funde können im Museum besichtigt werden. Alle Pfade sind mit dem NVV erreichbar und mit festem Schuhwerk gut begehbar. Der Verlauf der Pfade wird durch Wegweiser mit dem Denkmalzeichen und der Nummer des Pfades gekennzeichnet: 1-4. In den Monaten Mai bis Oktober bietet die AG für Vor- und Frühgeschichte kostenlose Führungen auf den vier Pfaden an.